# ليف (نبات)

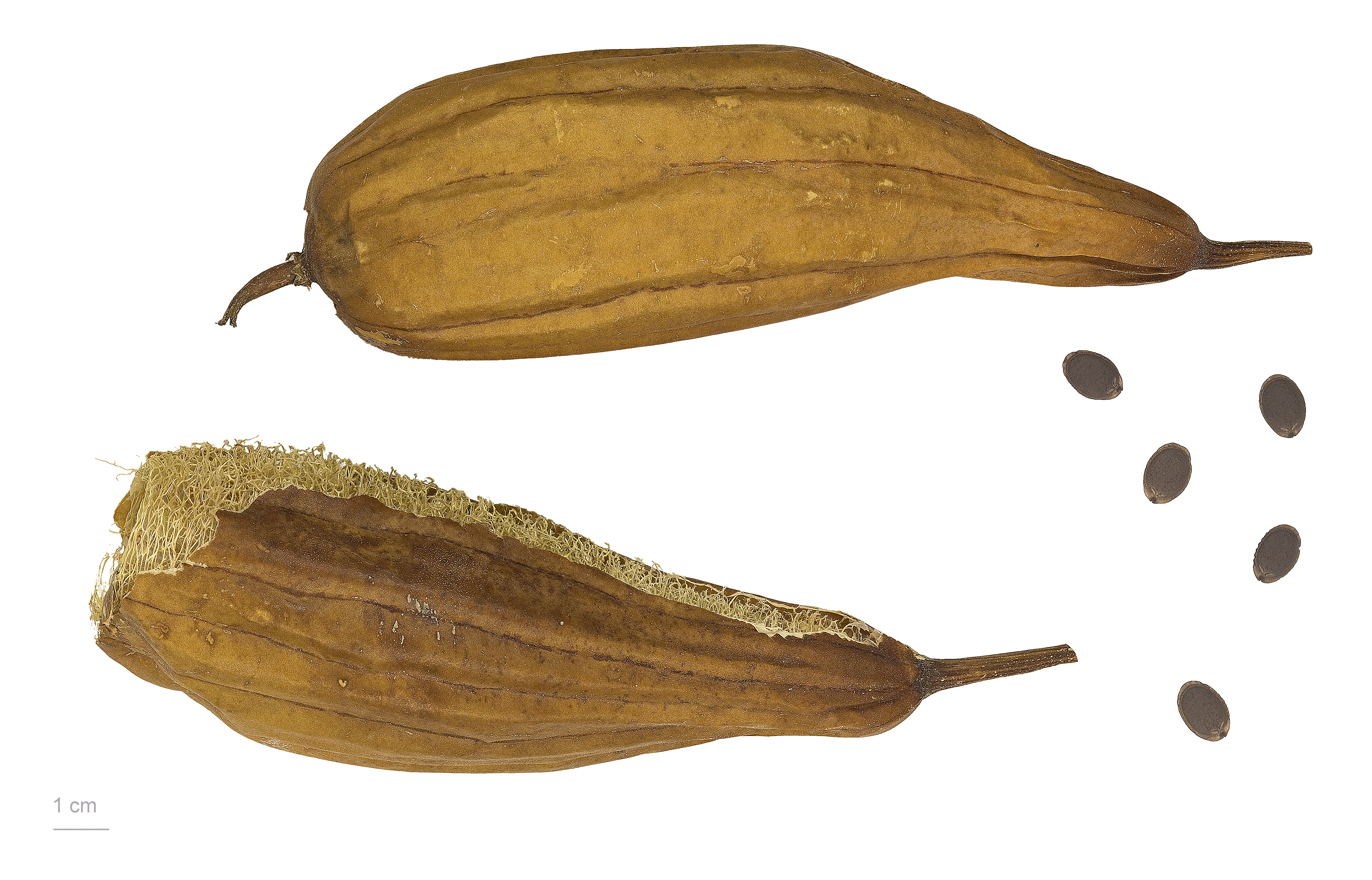
Luffa aegyptiaca

الليف أو اللوف أو لوع (باللاتينية: Luffa) جنس نباتي متسلق يتبع الفصيلة القرعية وينتج ثماراً يستخدم لبها بعد تجفيفه كليفة للفرك خلال الاغتسال، ومن هنا أخذ اسمه.

## من أنواعه
- الليف المصري وهو النوع الشائع المستخدم للاستحمام

## الوصف النباتي
الليف نبات حولي متسلق، ساقه تطول من 5 - 15 م. أوراقه متبادلة خماسية التفصيص وأزهاره وحيدة المسكن الذكرية منها عنقودية التجمع، والأنثى فردية صفراء اللون خماسية الأسدية. ثماره اسطوانية الشكل تطول من 15 - 30 سم.

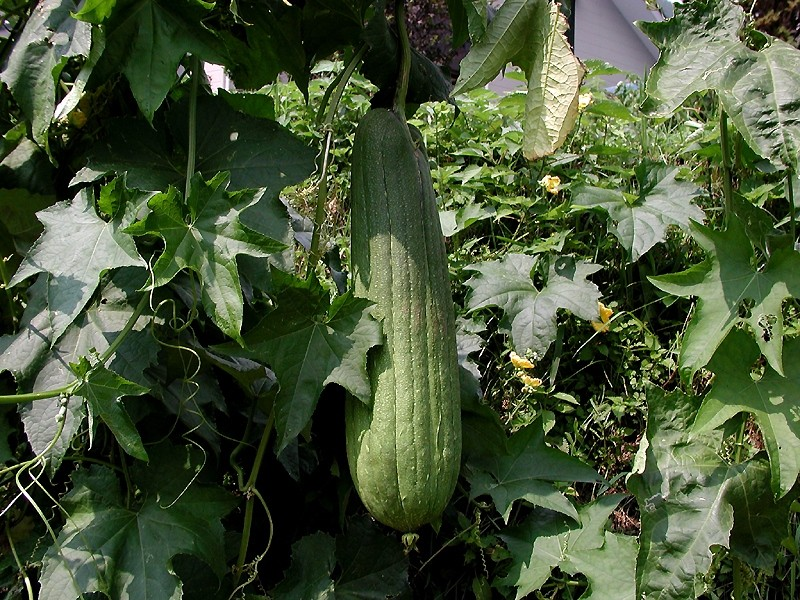
ليف مصري

## الاستعمال

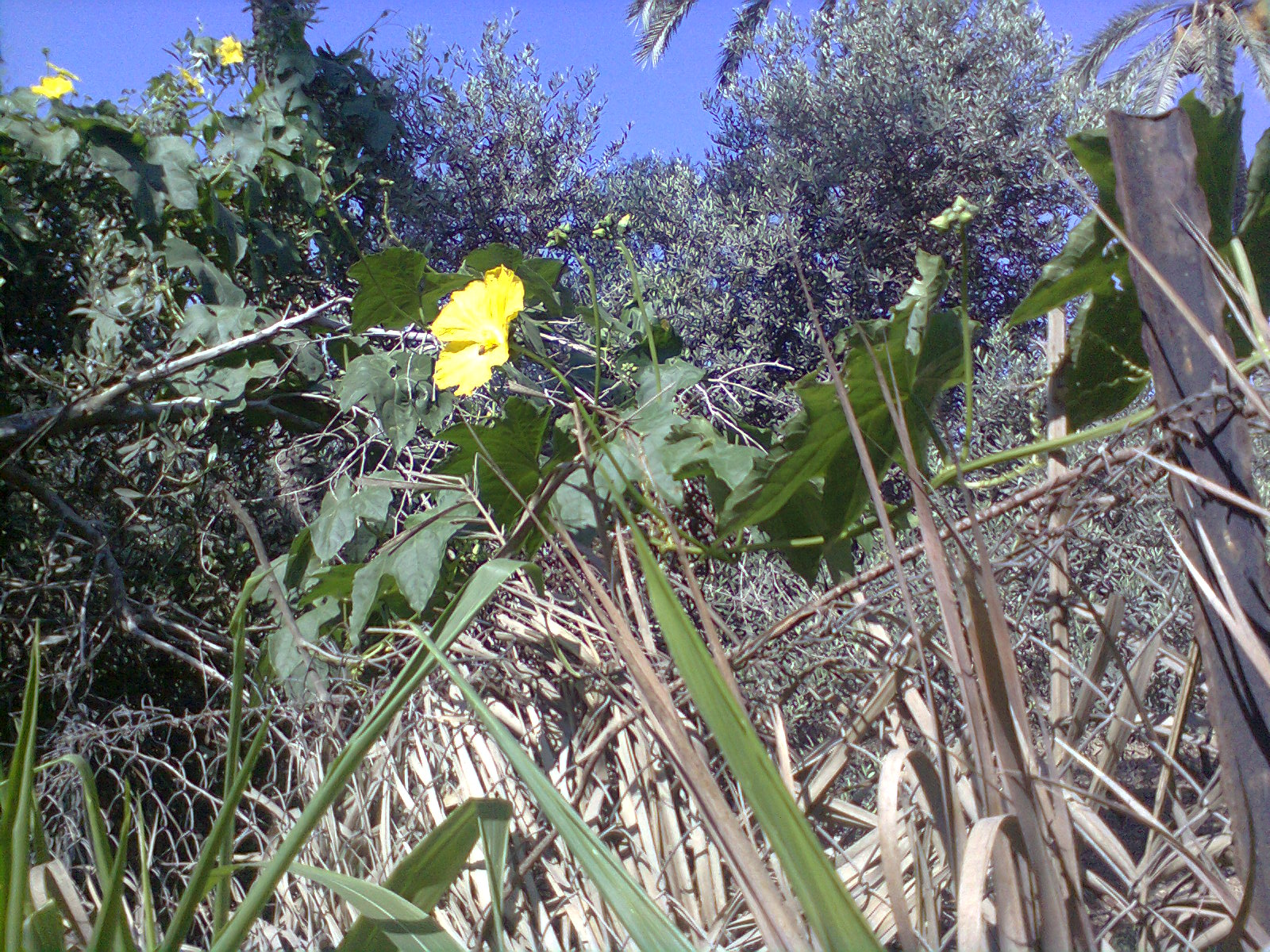
أزهار الليف

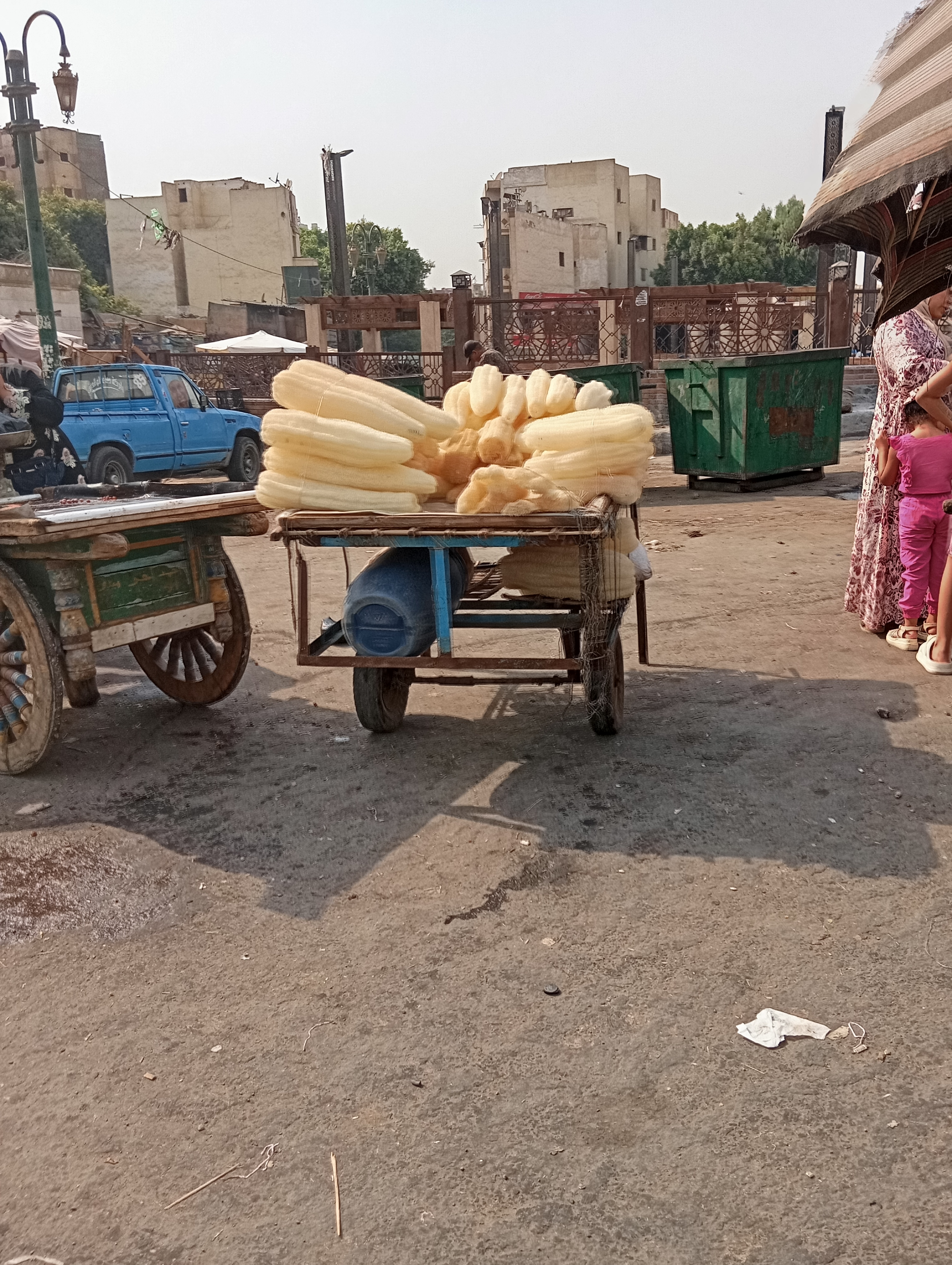
ليف للاستحمام

تستعمل ألياف ثمار النبات، وهي تشكل شبكة متراصة وخفيفة الوزن، تحل محل الإسفنج وتتميز عنه أنها لا تتلف في القلي وتدعى بالإسفنج النباتي. وفوائد استعمالها في الحمام مع صابون غار أصلي بعيد عن المواد الصناعية الداخلة في تركيب الصابون كبيرة للجسم، ومنها:
1. ازالة الجلد المتوسف عن الجسد وتنظيفه وفتح مسامات الجلد وبالتالي تفعيل عملية الاطراح عن طريق الجلد بشكل ممتاز.
2. تنشيط الدورة الدموية وتغذية الجلد بشكل فعال بالدم الأوكسجين يؤدي إلى نشاط الخلايا بشكل جيد مما يؤخر ظهور تجاعيد الجلد. وتنشيط الأعصاب ويعتبر أفضل تدليك للجسم.
3. مفيد للاجسام التي تتحسس من الإسفنج.
4. يعطي الوجه والعنق نضارة.[4]